# Halstead (Kent)
Halstead is een civil parish in het Engelse graafschap Kent. Het ligt op de heuvelrug van de North Downs in het bestuurlijke district Sevenoaks. De stad Sevenoaks ligt 8 km noordelijker, Londen ligt 27 km naar het noordwesten.
De naam is afgeleid van het Oudengelse hald (bescherming, asiel) en stede (plek, plaats) en betekent dus "veilige plaats" of "toevluchtsoord".
De plaatselijke St Margaret's Church is opgedragen aan Sint Margriet. Omstreeks 1115 werd de eerste kerk van "Haltesteda" genoemd in het manuscript Textus Roffensis, maar het huidige gebouw is 19e-eeuws.
In de jaren 1870 woonde de schrijfster E. Nesbit in het huis Halstead Hall in het centrum van het dorp. Onder meer de spoorlijn die 2½ km verderop ligt, inspireerde haar kinderboek The Railway Children uit 1905.
In 1892 werd naast het dorp Fort Halstead gebouwd, waar het Ministerie van Defensie onderzoek doet naar militaire explosieven. Naar verluidt werd hier in de jaren voor 1950 ook de eerste Britse atoombom ontwikkeld.